# Ultimátum (film, 1938)
Az Ultimátum (Ultimatum) 1938-ban bemutatott fekete–fehér francia játékfilm Robert Wiene rendezésében. A rendező utolsó filmje. Robert Wiene a film befejezése előtt tíz nappal meghalt, munkáját barátja, Robert Siodmak fejezte be. 
Magyarországon 1939. augusztus 30-án mutatták be.

## Cselekménye
Az izgalmas történet az első világháború kitörésének idején játszódik. Salics Stanko szerb kapitány fontos megbízást kap Simovics ezredestől, titkosszolgálati főnökétől. A szarajevói merénylet miatt feszültté vált helyzetben Bécsből Belgrádba érkezik Burgstaller újságíró, aki titkosszolgálatban is áll. Régi barátja Salicsnak és egykori udvarlója a feleségének. Rá akarja bírni Salicsnét, akinek külföldiként Belgrádban már nem biztonságos a helyzete, hogy utazzon Bécsbe a szüleihez. Az asszony tudni sem akar erről.
Találkozásukat jelentik az ezredesnek, aki gyanút fog és őrizetbe veszi az asszonyt, mert Salics kapitányt mint kémet aznap elfogták Zimonyban. Burgstaller megkéri az ezredest, hogy engedje Zimonyba Salicsnét a férjéhez, aki súlyosan megsebesült. Felajánlja, hogy túszként ott marad, amíg az asszony visszatér. Salicsnét Burgstaller egy kegyes hazugsággal bírja rá az útra: azt állítja, hogy férjét ő árulta el.
Salicsné elmegy Zimonyba, de vissza már nem tud menni, mert közben kitört a háború. Az ezredes szabad utat enged a túszként Belgrádban maradt, immár ellenséges Burgstallernek, aki éppen akkor érkezik Zimonyba, amikor Salics meghal. Az asszony köszönetet mond az újságírónak az önfeláldozó segítségért, majd elutazik Bécsbe. Burgstaller bevonul ezredéhez.

## Főszereplők
- Erich von Stroheim – Simovic ezredes
- Dita Parlo – Anna Salic
- Bernard Lancret – Stanko Salic
- Abel Jacquin – Karl Burgstaller kapitány
- Georges Rollin – Ristic
- Marcel André – Legrain
- Raymond Aimos – Usir
- Lila Kedrova – Irina